# Giuseppe Pedretti

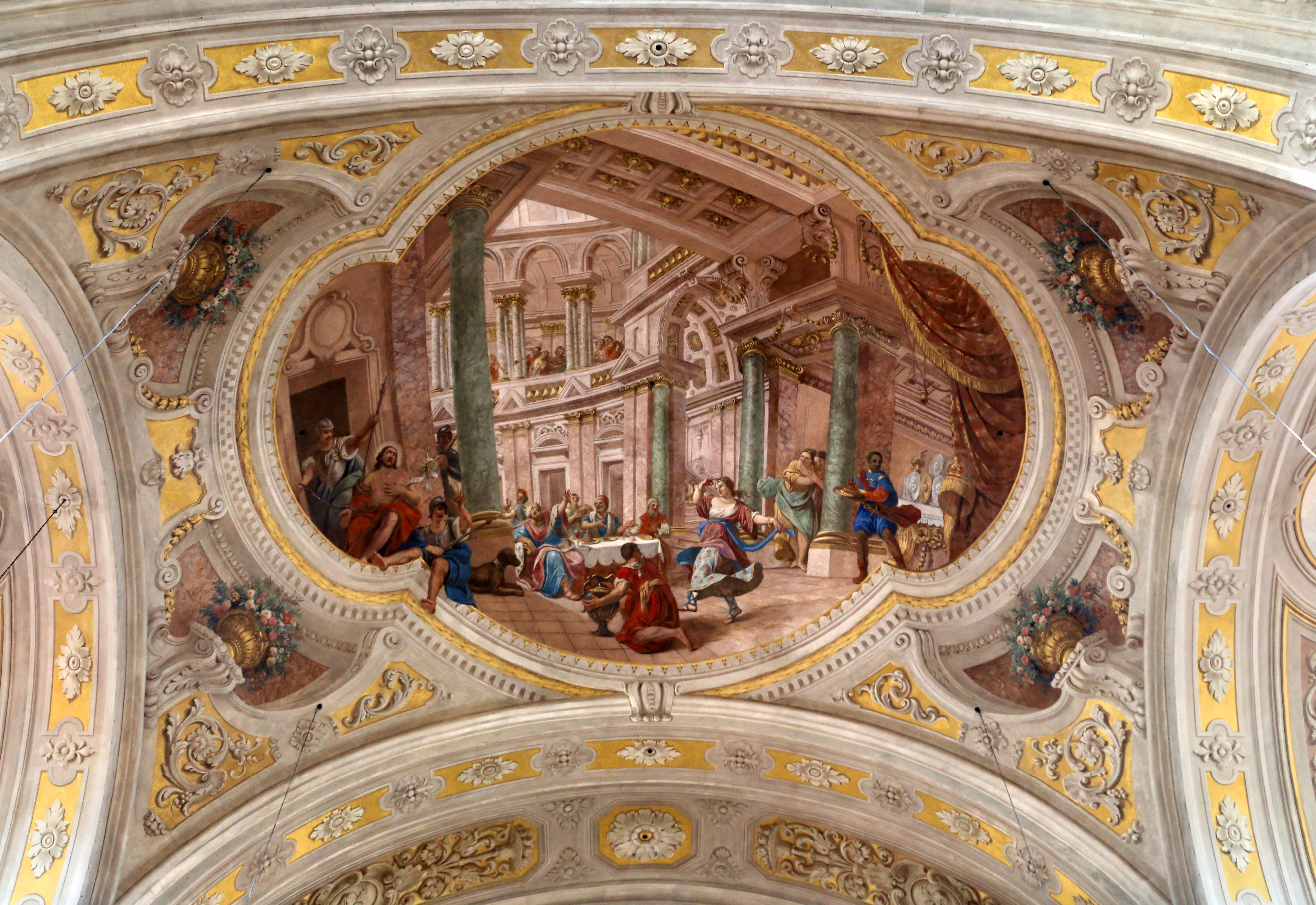
Storie del Battista, ca 1750-60, chiesa di San Giovanni Battista, Minerbio.

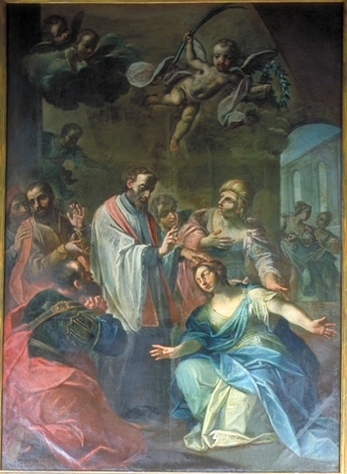
San Valentino che guarisce la figlia del giudice Asterio, 1762, chiesa parrocchiale di San Valentino Martire, Salara.

Giuseppe Carlo Pedretti (Bologna, 26 febbraio 1697 – Bologna, 27 maggio 1778) è stato un pittore italiano, esponente della pittura tardo barocca e rococò, attivo principalmente a Bologna e nelle vicine zone sino al Veneto meridionale.

## Biografia
Nato a Bologna, fin dalla tenera età sentì la propensione verso la pittura. All'età di 15 anni, nonostante l'opposizione della sua famiglia, decise di affinare le proprie attitudini sotto la guida di Carlo Antonio Rambaldi. Alla partenza di Rambaldi per Torino, nel 1714, si trasferì a lavorare sotto Marcantonio Franceschini e suo figlio Giacomo, rimanendo in quella bottega fino al 1729.
Dopo un periodo trascorso tra Mantova, Sabbioneta e Viadana, tra il 1726 e il 1727, fu incaricato da Antonio Cavazza di dipingere Giuseppe recupera la coppa d'argento dalla borsa di Beniamino, opera attualmente conservata a palazzo Magnani, Bologna.
A partire dal 1729 fu al servizio del gran maresciallo Waclaw Rzewuski, a Leopoli in Polonia (oggi in Ucraina), dove rimase per tre anni.
Nel 1732 tornò a Bologna, e nel 1739, aderì alla locale accademia delle belle arti (Accademia Clementina). Nel 1744 dipinse una Madonna e Santi Antonio Abate e Vitale nella chiesa di San Vitale di Calderara di Reno, e successivamente affreschi raffiguranti il Martirio di San Procolo nel coro della chiesa di San Procolo a Bologna. Nel 1761 dipinse il ritratto di padre Giuseppe Bentivoglio (Convento di San Giuseppe, Bologna) e nel 1766 espose a San Domenico tre tele raffiguranti la Vita di San Vincenzo Ferrer.
Sempre nel capoluogo emiliano Pedretti dipinse alcune lunette nella navata per la basilica di San Domenico.
Tra le altre opere religiose realizzate si annoverano alcune pale d'altare dipinte nella chiesa dell'Immacolata Concezione di Crevalcore, il ciclo delle storie del Battista, ca. 1750-60, nella chiesa di San Giovanni Battista di Minerbio e un San Valentino che guarisce la figlia del giudice Asterio datata 1762 e conservata nella chiesa parrocchiale di San Valentino Martire a Salara, in provincia di Rovigo.
Tra i suoi allievi vi fu l'anatomista e scultrice Anna Morandi Manzolini, docente di anatomia all'Università di Bologna e abile realizzatrice di modelli anatomici in ceroplastica.
Fu nominato membro dell'Accademia Clementina ed eletto due volte "principe" dell'Accademia (1754 e 1770). Suo figlio, Vincenzo Pedretti, divenne anche lui pittore figurativo, attivo a Bologna.